# Eurytoma swezeyi
Eurytoma swezeyi är en stekelart som beskrevs av David Timmins Fullaway 1953. 
Eurytoma swezeyi ingår i släktet Eurytoma och familjen kragglanssteklar. Inga underarter finns listade i Catalogue of Life.